# Leon Sullivan
Leon Howard Sullivan, foi um ministro batista, e um ativista social que criou oportunidades de treinamento profissional para afro-americanos, também foi um membro do conselho da General Motors e um ativista do movimento contra o  apartheid. Morreu em 24 de abril de 2001 de leucemia em um hospital de Scottsdale, Arizona, ele tinha 78 anos.

## Vida
Filho de Charles e Helen Sullivan, nasceu em Charleston, West Virginia, foi criado em uma pequena casa em um comunidade chamada, Washington Court, em uma das áreas mais pobres de Charleston.
Sendo filho único, seus pais se divorciara quando ele tinha apenas três anos de idades. Aos doze anos ele tentou comprar uma Coca-Cola em uma farmácia, porém o proprietário recusou-se a vender-lhe a bebida, dizendo: "Fique de pé, rapaz. Você não pode sentar aqui." Este incidente inspirou a busca vitalícia de Sullivan de combater o preconceito racial.
Ele também atribui para de sua influência à sua avó:

... minha avó Carrie, uma presença constante e poderosa em minha vida que me ensinou desde cedo a importância da fé, determinação, fé em Deus e principalmente auto-ajuda.
Quando adolescente, Sullivan, frequentou a Garnet High School, uma escola para afro-americanos em Charlston, West Virginia lá, ele recebeu uma bolsa de basquete e futebol para o West Virginia State College, porém uma lesão no pé encerrou sua carreira atlética - e bolsas de estudo - o que forçou Sullivan a pagar o restante de sua faculdade trabalhando em uma siderúrgica.

## Ministro Batista

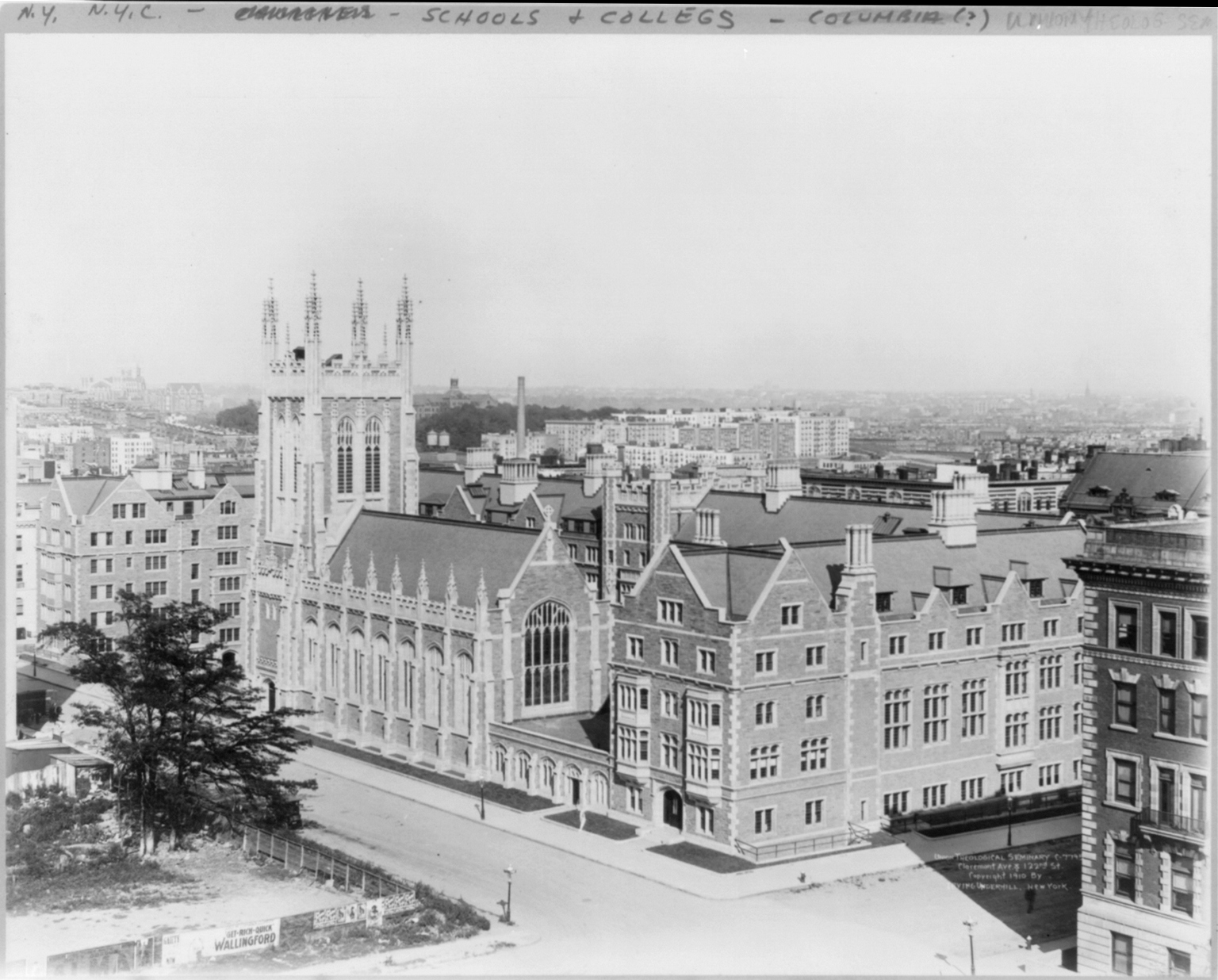
Seminário Teológico da União na cidade de Nova York

Sullivan tornou-se ministro batista na Virgínia Ocidental aos 18 anos. Em 1943, durante uma visita à Virgínia Ocidental, o notável ministro negro Adam Clayton Powell convenceu Sullivan a se mudar para Nova York, onde frequentou o Union Theological Seminary (1943-1945) e depois a Columbia University fazendo Mestrado em Religião em 1947.
Ele também serviu como ministro assistente de Powell na Igreja Batista Abissínia. Durante este período, Sullivan conheceu sua esposa Grace, uma mulher a quem ele se referia como "Amazing Grace". O casal acabaria por ter três filhos, Hope, Julie e Howard. Uma das maiores realizações de Sullivan durante seu tempo em Nova York foi o recrutamento de "cem homens de cor para a força policial" no Harlem com o apoio e incentivo do prefeito Fiorello LaGuardia.
Em 1945, Leon e Grace Sullivan mudaram-se para South Orange, Nova Jersey, onde Sullivan tornou-se pastor da Primeira Igreja Batista, cinco anos depois, os dois se mudaram para a Filadélfia, onde Leon assumiu o papel de pastor da Igreja Batista de Sião, onde ficou conhecido como "o Leão de Sião".

## Movimento de Patrocínio Seletivo
Sullivan teve seu primeiro papel ativo no movimento pelos direitos civis, ajudando a organizar uma marcha em Washington, DC, no início da década de 1940. Sullivan acreditava que os empregos eram a chave para melhorar a vida dos afro-americanos e, a partir de 1958, pediu que as maiores empresas da Filadélfia entrevistassem jovens negros, entretanto, apenas duas empresas responderam positivamente, então Sullivan, através de sua filiação com outros ministros, organizou um boicote a vários negócios a qual ele chamou de "Patrocínio Seletivo".
O slogan era "Não compre onde você não trabalha" e o boicote foi extremamente eficaz, já que os negros constituíam cerca de 20% da população da Filadélfia. Sullivan estimou que o boicote produziu milhares de empregos para afro-americanos em um período de quatro anos. O New York Times apresentou o programa com uma história de primeira página e, mais tarde, a revista Fortune trouxe o programa para maior atenção do público em escala nacional.
Em 1962, a eficácia dos boicotes chamou a atenção do Dr. Martin Luther King Jr. e do SCLC, que persuadiram Sullivan a compartilhar informações com eles sobre seu sucesso. A troca levou ao braço econômico da SCLC e a Operação Breadbasket, em 1967, liderada por Jesse Jackson.

## Movimento de autoajuda
O trabalho de Sullivan foi construído com base no princípio da " auto-ajuda ", que fornece às pessoas as ferramentas para se ajudarem a superar as barreiras da pobreza e da opressão. Os afro-americanos foram excluídos dos tipos de treinamento que levaram a empregos mais bem remunerados. Sullivan percebeu que simplesmente disponibilizar empregos não era suficiente. Ele disse:

Descobri que precisávamos de treinamento. Integração sem preparação é frustração.
Em 1964, Sullivan fundou o Opportunities Industrialization Centers (OIC) da América em uma prisão abandonada no norte da Filadélfia. O programa acolhia indivíduos com pouca esperança e poucas perspectivas e lhes oferecia treinamento profissional e instrução em habilidades para a vida e, em seguida, ajudava a colocá-los em empregos. O movimento rapidamente se espalhou pelo país. Com sessenta programas afiliados em trinta estados e no Distrito de Columbia, a OIC tornou-se um movimento que atendeu a mais de dois milhões de pessoas desfavorecidas e pouco qualificadas. Essa abordagem também levou à formação do Opportunities Industrialization Centers International (OICI) em 1969.
Na mesma época Sullivan criou a Zion Investment Association (ZIA), uma empresa que investiu e iniciou novos negócios. Sullivan também ajudou a estabelecer mais de 20 programas sob a International Foundation for Education and Self-Help (Fundação Internacional para Educação e Autoajuda) conhecida como "IFESH", (atualmente chefiada por sua filha, Dra. Julie Helen Sullivan), incluindo a iniciativa Global Sullivan Principles. Outros programas do IFESH incluem a Cúpula Afro-Americana (agora renomeada como Cúpula de Leon H. Sullivan), o Fundo de Investimento dos Povos para a África, o Programa de Investimento de Auto-Ajuda e o Professores para a África e Escolas para a África.
O IFESH colocou professores na África, treinou banqueiros africanos, construiu escolas, desenvolveu pequenos negócios, disseminou livros e material escolar, criou programas de alfabetização, distribuiu medicamentos para prevenir a oncocercose e ajudou a combater a propagação do HIV/AIDS.

## Plano 10-36
Sullivan usou a igreja para organizar a comunidade negra e criar uma base econômica local que se perpetuaria. Em 1962, durante um sermão, ele propôs sua visão de autoajuda à comunidade por meio de investimentos. "Um dia preguei um sermão em Sião sobre Jesus alimentando os cinco mil com alguns pães e alguns peixes", lembra. "Todo mundo deu seu pouco e você tinha o suficiente para alimentar todo mundo, e sobrava muito. Então eu disse, é isso que vou fazer com a igreja e a comunidade. Eu disse, vou pedir a 50 pessoas que coloquem US$ 10 por 36 meses de pães e peixes e veja se podemos acumular recursos suficientes para construir algo que nós mesmos possuímos."
O Plano 10-36 foi concebido para criar duas pessoas jurídicas entre um trecho de parcelas de períodos de doação; "Nos primeiros 16 meses do período de assinatura, os investidores contribuiriam para o Zion Non-Profit Charitable Trust (ZNPCT), uma Corporação de Desenvolvimento Comunitário (CDC) que apoiaria educação, bolsas de estudo para jovens, serviços de saúde e outros programas voltados para a elevar.
Nos 20 meses restantes do período de subscrição, os investidores fariam pagamentos a uma corporação com fins lucrativos, a Progress Investment Associates (PIA), que realizaria projetos geradores de renda. Ao final de 36 meses, os subscritores receberiam uma ação ordinária com direito a voto e teriam direito a participar das assembléias anuais de acionistas. Como explica William Downes, tesoureiro do Plano 10-36 e diretor executivo do ZNPCT, "a ideia do sistema de votação era incentivar o envolvimento da comunidade no plano."
Na filosofia de Sullivan, para cultivar a ideia de "dar antes de receber", a comunidade precisaria ajudar o lado sem fins lucrativos do programa. Para ver o Plano 10-36 como um investimento, os membros da comunidade precisariam entender conceitos econômicos básicos. Os acionistas foram alertados para não esperarem resultados imediatos de seus investimentos. Seu benefício monetário mais imediato seria uma dedução fiscal por suas contribuições para a organização sem fins lucrativos. Ao fazer parte do Plano, acionistas e investidores precisariam confiar na ideia de fazer seu dinheiro trabalhar para aqueles que viriam depois deles dentro de sua comunidade. Sullivan tinha a visão de usar as ferramentas do sistema de livre iniciativa para promover algo que é vital para o progresso da comunidade - um senso de propriedade e uma participação no bem comum.
Os fundos se acumularam rapidamente sob o Plano 10-36 e logo foram usados para investir em inúmeras iniciativas de habitação e desenvolvimento econômico. Em 1964, a PIA fez seu primeiro investimento em um prédio de apartamentos de 8 unidades em uma comunidade majoritariamente branca. A justificativa para a compra dessa propriedade era que ela ajudaria a resolver um problema antigo enfrentado pelos negros - a discriminação racial na moradia. Os líderes do Movimento do Progresso acreditavam que o dinheiro muitas vezes tem o poder de falar mais alto do que as palavras na luta para melhorar as relações raciais. Um ano após o primeiro investimento em habitação, a PIA construiu o Zion Gardens, um complexo de apartamentos com jardim de renda média no norte da Filadélfia. O projeto de US$ 1 milhão foi financiado usando 10-36 fundos para alavancar um empréstimo da Administração Federal de Habitação e uma doação do Departamento de Habitação e Desenvolvimento Urbano dos Estados Unidos (HUD).
Enquanto buscava esses projetos de desenvolvimento, Zion continuou a construir uma base de capital por meio do Plano 10-36. Em 1965, o plano foi aberto a novos assinantes da congregação de Sião, e outros 450 se juntaram. Ao longo dos anos, o Movimento Progresso obteve grande sucesso com sua estratégia de usar o patrimônio acumulado no Plano 10-36 para alavancar recursos de fontes públicas e privadas, incluindo bancos comerciais e seguradoras.

## Praça do Progresso
Depois de estabelecer a OIC em meados da década de 1960, o próximo grande empreendimento de Sião foi o cumprimento do Rev. O sonho de Sullivan de construir o primeiro shopping center desenvolvido e de propriedade de negros do país, chamado Progress Plaza. Além de abordar sua preocupação com a falta de propriedade negra de grandes empresas nos Estados Unidos, o projeto lidaria com o problema do desemprego no norte da Filadélfia, gerando um número substancial de empregos. Depois de convencer a Autoridade de Redesenvolvimento da cidade a doar terras para o projeto, o Reverendo Sullivan começou a levantar o capital necessário para construir o shopping center. "Então fui ao presidente do banco e disse: quero um empréstimo para construção", conta. "Ele disse, bem, reverendo, você precisa de alguma equidade para algo assim. Pense nisso e volte mais tarde em dois, três ou quatro anos, e vamos ver o que podemos fazer." Rev. Sullivan já estava preparado para esse desafio, no entanto. "Dê-me o saco", disse ele ao tesoureiro de Zion, William Downes. "Eu abri e US$ 400.000 em ações saíram", descreve ele. "Os óculos do homem caíram de seus olhos. Ele deu a volta na mesa, pegou minha mão e disse: Reverendo, podemos trabalhar juntos." Rev. A teoria de Sullivan sobre o poder do dinheiro para lidar com desigualdades raciais persistentes estava se mostrando correta. Como ele conclui:

Descobri que US$ 400.000 fazem a diferença nas relações raciais na América!
O Shooping, localizado na Broad Street, uma das principais vias da Filadélfia, foi inaugurado em 1968 diante de uma multidão de 10.000 simpatizantes. De certa forma, o shopping center foi a culminação dos múltiplos objetivos do Movimento Progresso. Por ser um grande projeto de construção, criou um grande número de empregos de construção para os participantes do programa OIC. Por meio de um acordo negociado com os lojistas da rede Progress Plaza, o shopping center também disponibilizou inúmeras oportunidades de trabalho de gestão para os afro-americanos.
Para cumprir mais um dos principais objetivos do Movimento Progresso, no caso incentivar o desenvolvimento de negócios de propriedade de negros. A ZNPCT criou um Centro de Capacitação Empresarial no Progress Plaza. Com grande financiamento da Fundação Ford, o centro foi capaz de oferecer treinamento em habilidades gerenciais e empreendedoras para centenas de moradores da área. Hoje, mais da metade das 16 lojas do Progress Plaza são de propriedade de negros.
Outro dos principais objetivos do Progress Movement era atender às necessidades sociais dos moradores da comunidade do norte da Filadélfia. Para isso, a ZNPCT construiu um Centro de Serviços Humanos abrangente que centraliza os serviços essenciais para que sejam facilmente acessíveis aos moradores da área. O papel de Zion era desenvolver a propriedade e alugá-la com aluguel abaixo do mercado para entidades sem fins lucrativos e governamentais cujos programas cumprem a missão de caridade da ZNPCT. Localizado ao lado do Progress Plaza, o centro atualmente abriga um escritório da Administração da Previdência Social, um escritório de seguro-desemprego, uma academia de treinamento policial e um centro de serviços de saúde administrado pela Temple University.
Na década de 1980, a Progress Plaza foi adquirida pelo empresário Wendell Whitlock membro da Progress Investment Associates, que agora atualmente é presidente emérito. Em 2018, Progress Plaza comemorou seu aniversário de 50 anos com comemorações do político local congressista Dwight Evans, que foi influenciado pelo pensamento de Leon Sullivan em seu livro "Build, Brother, Build".

## Princípios Sullivan como resposta ao apartheid
Em 1971, Leon ingressou no Conselho de Administração da General Motors e se tornou o primeiro afro-americano no conselho de uma grande corporação. Ele passou a servir no conselho da General Motors por mais de 20 anos. Em 1977, Sullivan desenvolveu um código de conduta para empresas que operam na África do Sul chamado de Princípios Sullivan, como alternativa ao desinvestimento completo. Como parte do conselho de administração da General Motors, Sullivan pressionou a GM e outras grandes corporações para que se retirassem voluntariamente dos negócios na África do Sul enquanto o apartheid ainda estivesse em vigor.
Em 1988, Sullivan se aposentou da Igreja Batista de Zion. Sullivan estava determinado a fornecer um modelo de auto-ajuda e capacitação para o povo da África. Ele começou a usar seu talento para reunir líderes mundiais para encontrar soluções para questões internacionais através do estabelecimento da Fundação Internacional para Educação e Auto-Ajuda (IFESH)  a fim de estabelecer e manter programas e atividades nas áreas de agricultura, desenvolvimento empresarial e económico, democracia e governação, educação e saúde. Esses programas, por sua vez, ajudariam os governos da África Subsaariana a reduzir a pobreza e o desemprego e construir sociedades civis. Para expandir ainda mais os direitos humanos e o desenvolvimento econômico para todas as comunidades, Sullivan criou os Princípios Globais Sullivan de Responsabilidade Social em 1997. Em 1999, os Princípios Globais Sullivan foram emitidos nas Nações Unidas. Este código expandido exige que as empresas multinacionais assumam um papel ativo no avanço dos direitos humanos e da justiça social. O então secretário-geral das Nações Unidas, Kofi Annan, disse o seguinte sobre as contribuições de Sullivan:

Mostra o quanto um indivíduo pode fazer para mudar vidas e sociedades para melhor... Ele era conhecido e respeitado em todo o mundo pelo papel ousado e inovador que desempenhou na campanha global para desmantelar o sistema de apartheid na África do Sul.

## Cúpula de Leon H. Sullivan
Sullivan organizou a primeira Cimeira em Abidjan na Costa do Marfim em 1991, como resultado de uma série de pedidos e conversas que teve com líderes africanos buscando um diálogo honesto entre líderes de países africanos e funcionários governamentais e líderes de países desenvolvidos. Desde então, a Cimeira Leon H. Sullivan bienal reuniu líderes políticos e empresariais do mundo, delegados que representam organizações civis e multinacionais nacionais e internacionais e membros de instituições académicas para concentrar a atenção e os recursos no desenvolvimento económico e social de África. Sua missão foi inspirada pelo Rev. A convicção de Leon H. Sullivan de que o desenvolvimento de África é uma questão de parcerias globais. Foi particularmente importante para o Rev. Sullivan que a diáspora africana e os amigos da África são participantes ativos no desenvolvimento da África.
O "Leon H Sullivan Summit" é agora organizado pela "Leon H Sullivan Foundation", uma organização dedicada a expandir a visão de Leon Sullivan de capacitar os desprivilegiados, liderada pela filha de Leon, Hope Masters.

## Premios e honras
Sullivan foi o destinatário dos seguintes prêmios:
- The Ten Outstanding Young Americans Award, 1955
- O Prêmio Afro-Americano de Realização, 1956
- Prêmio Freedom Foundation, 1960
- A Life Magazine citou Sullivan como um dos 100 jovens adultos de destaque nos Estados Unidos, 1963[13]
- O Prêmio Russwurm, 1963
- O Prêmio Bok da Filadélfia, 1966
- Prêmio William Penn, 1967
- O Prêmio da Paz Edwin T. Dahlberg, 1968
- O Prêmio Spingarn pela NAACP, 1971
- O Prêmio Búfalo de Prata pelos Escoteiros da América, 1971
- O Prêmio para o Maior Serviço Público Beneficiando os Desfavorecidos, um prêmio concedido anualmente pelo Jefferson Awards, 1975.[14]
- 28º Prêmio Coroa de Louros, 1979
- O Prêmio de Riqueza Comum de Serviços Distintos, 1986
- O Prêmio Quatro Liberdades pelo Instituto Roosevelt de 1987
- A Medalha Presidencial da Liberdade, o maior prêmio civil que o governo americano pode dar, pelo presidente George HW Bush, 1991[15]
- O Prêmio de Serviço Humanitário Distinguido do Bispo John T. Walker pela Africare, 1995
- O Prêmio Eleanor Roosevelt para Direitos Humanos pelo presidente Bill Clinton, 1999
- Em agosto de 2000, os líderes da cidade de Charleston, Virgínia Ocidental, mudaram o nome de Broad Street, perto de sua casa de infância, para Leon Sullivan Way.

Em vida recebeu títulos de doutorado honorário de mais de 50 faculdades e universidades e atuou como membro do conselho da General Motors, Mellon Bank e Boy Scouts of America.

## Livros de Leon H. Sullivan
- América é deles: E outros poemas (1948)
- Construir Irmão Construir (1969)
- Alternativas ao desespero (1972)
- Filosofia de um gigante (1979)
- Movendo Montanhas: Os Princípios e Propósitos de Leon Sullivan (1998)

### Material de vídeo e áudio
- Uma visão geral do documentário PBS de janeiro de 2001 intitulado "A Principled Man: Rev. Leon Sullivan."
- Presidente George HW Bush falando sobre Leon Sullivan
- Leon Sullivan relatando o incidente que inspirou sua busca ao longo da vida de combater o preconceito racial
- Julian Bond falando sobre o movimento de clientelismo seletivo
- Kweisi Mfume falando sobre os diretores Sullivan em relação à África do Sul
- Leon Sullivan falando sobre os Diretores Globais Sullivan
- De vez em quando. . . , rev. Leon H. Sullivan na Terceira Cúpula Afro-Americana, Dakar (Senegal), maio de 1995
- Destaques da Terceira Cúpula Afro-Americana, Dakar (Senegal), maio de 1995 (documentário AFRICAN CONNECTIONS).